# Katinka My Jones
Katinka My Jones (født 1983 i København, opvokset i Allerød og København) er en dansk digter og forfatter, færdiguddannet fra Forfatterskolen 2007. Hun har bidraget med tekster til forskellige tidsskrifter og til Forfatterskolens Afgangsantologi 2007. Hun har læst op ved talrige offentlige arrangementer.
Jones arbejder desuden som billedkunstner.
I 2007 debuterede hun i bogform digtsamlingen Havet er sort, kysten er hvid på forlaget Anblik.
Udgav i 2009 digtsamlingen Sølv på Gyldendal.

## Eksterne link
- Katinka My Jones på Forfatterweb.dk
- Anmeldelse af Havet er sort, kysten er hvid i information
- Martin Johannes Møllers anmeldelse af Havet er sort, kysten er hvid
- Interview med forfatteren i Information
- Anmeldelse af Sølv i information
- Anmeldelse af Sølv i Nordjyske Stiftstidende (Webside ikke længere tilgængelig)
- Valhal, Ud&Se, 2009 (novelle)

## Udgivelser
- Havet er sort, kysten er hvid, Anblik, 2007 (digte)
- Sølv, Gyldendal, 2009 (digte)
- Lægenovelle i Hun var følelsesløs fra fødderne og nedefter, FADL, 2009 (novelle)
- Valhal, Ud&Se, 2009 (novelle)
- Du skal dele namn med ein sjeldan fugl, TUR, 2012 (digte) (med Hilde Myklebust)
- Mælkelykken, Forlaget Gladiator, 2014 (digte)